# Episodi di Adventure Time (decima stagione)
La decima stagione di Adventure Time, composta da 16 episodi (più uno speciale), è stata trasmessa negli Stati Uniti, da Cartoon Network, dal 17 settembre 2017. In Italia è stata trasmessa dal 26 marzo 2018, sempre su Cartoon Network.
| Nº       | Nº       | Titolo originale        | Titolo italiano                  | Prima TV          | Prima TV italiana |
| -------- | -------- | ----------------------- | -------------------------------- | ----------------- | ----------------- |
| 267      | 1        | The Wild Hunt           | Strega cacciatrice               | 17 settembre 2017 | 28 marzo 2018     |
| 268      | 2        | Always BMO Closing      | I denti da latte                 | 17 settembre 2017 | 26 marzo 2018     |
| 269      | 3        | Son of Rap Bear         | Battaglia tra rapper             | 17 settembre 2017 | 29 marzo 2018     |
| 270      | 4        | Bonnibel Bubblegum      | La famiglia di Gommarosa         | 17 settembre 2017 | 27 marzo 2018     |
| 271      | 5        | Seventeen               | Il compleanno di Finn            | 17 dicembre 2017  | 2 aprile 2018     |
| 272      | 6        | Ring of Fire            | L'anello della nonna             | 17 dicembre 2017  | 30 marzo 2018     |
| 273      | 7        | Marcy & Hunson          | Marcy e Hunson                   | 17 dicembre 2017  | 31 marzo 2018     |
| 274      | 8        | The First Investigation | Joshua e Margaret Investigazioni | 17 dicembre 2017  | 1 aprile 2018     |
| 275      | 9        | Blenanas                | L'umorismo di Finn               | 18 marzo 2018     | 3 aprile 2018     |
| 276      | 10       | Jake the Starchild      | Jake figlio delle stelle         | 18 marzo 2018     | 5 aprile 2018     |
| 277      | 11       | Temple of Mars          | Il Tempio di Marte               | 18 marzo 2018     | 4 aprile 2018     |
| 278      | 12       | Gumbaldia               | Il trattato di pace              | 18 marzo 2018     | 6 aprile 2018     |
| Speciale | Speciale | Diamonds and lemons     | Come un videogioco               | 20 luglio 2018    | 2 settembre 2018  |
| 279      | 13       | Come Along With Me      | Vieni insieme a me               | 3 settembre 2018  | 16 novembre 2018  |
| 280      | 14       | Come Along With Me      | Vieni insieme a me               | 3 settembre 2018  | 16 novembre 2018  |
| 281      | 15       | Come Along With Me      | Vieni insieme a me               | 3 settembre 2018  | 16 novembre 2018  |
| 282      | 16       | Come Along With Me      | Vieni insieme a me               | 3 settembre 2018  | 16 novembre 2018  |

## Strega cacciatrice
- Titolo originale: The Wild Hunt
- Diretto da: Cole Sanchez
- Scritto da: Sam Alden, Erik Fountain e Polly Guo

### Trama
Nonostante sia ancora colpevole per la morte di Felce, la Principessa Gommarosa incarica Finn di proteggere le guardie banana da un mostro soprannominato "Il Grumbo". Finn, vedendo il volto di Felce materializzarsi sul Grumbo, non riesce ad uccidere il mostro. Più tardi, Finn incontra la Strega Cacciatrice che sta cercando di uccidere il Grumbo e contemporaneamente di incoraggiare Finn. Insieme trovano la grotta di Grumbo e Finn si blocca un'altra volta. La Strega Cacciatrice si mette in pericolo e Finn, immaginando Felce al suo posto, riesce ad uccidere il Grumbo. Successivamente, Finn e la strega ammettono casualmente i propri sentimenti e si rendono conto che il Grumbo è stato creato artificialmente. Nel frattempo, Zio Gommocalvo, che ha dato vita al Grumbo, complotta per creare un altro mostro usando i resti di Felce.
- Guest star: Fred Melamed (Il Grumbo), Jenny Slate (Strega Cacciatrice).
- Ascolti USA: telespettatori 766.000 – rating/share 18-49 anni.[5]

## I denti da latte
- Titolo originale: Always BMO Closing
- Diretto da: Diana Lafyatis
- Scritto da: Graham Falk e Kent Osborne

### Trama
BMO e Re Ghiaccio diventano venditori porta a porta e vagano per Ooo in cerca di clienti. Dopo un po' arrivano alla piramide di Gommocalvo, il quale si dimostra molto interessato e acquista un set di denti da latte di Finn, scambiandoli con una coppa d'argento. I venditori tornano così alla casa albero, dove vengono attaccati dagli stessi dentini, trasformati in mostriciattoli da Gommocalvo. Finn e Jake riescono però a sconfiggere i nemici, rovinando ancora una volta i piani del malvagio scienziato.
- Guest star: Fred Melamed (Il Grumbo).
- Ascolti USA: telespettatori 766.000 – rating/share 18-49 anni.[5]

## Battaglia tra rapper
- Titolo originale: Son of Rap Bear
- Diretto da: Diana Lafyatis
- Scritto da: Seo Kim e Somvilay Xayaphone

### Trama
L'avvocato Toronto inganna Fiamma, facendola iscrivere a una gara di rap con in palio il Regno di Fuoco; l'avversario di Phoebe sarà il più grande rapper del momento, Figlio di Orso Rapper. Fiamma e Finn vanno perciò a trovare il padre della star, ma Orso Rapper da loro cattive notizie: suo figlio è incredibilmente bravo ed è capace addirittura di distruggere oggetti e staccare arti con il suo rap. Fiamma decide di viaggiare per Ooo e vivere avventure per creare nuove esperienze e ricordi, al fine di avere più idee per rappare; va anche a trovare suo padre per riconciliarsi con lui, ma apparentemente non ci riesce. Arriva così il giorno della gara: Figlio di Orso Rapper parte fortissimo e Phoebe è titubante, ma vedendo suo padre sugli spalti si sblocca e riesce a vincere, mantenendo il suo regno.
- Guest star: Dumbfoundead (Figlio di Orso Rapper), Rekstizzy (Orso Rapper), Keith David (Re Fiamma), Paul Scheer (Toronto), Open Mike Eagle (Omino di pan di zenzero).
- Ascolti USA: telespettatori 766.000 – rating/share 18-49 anni.[5]

## La famiglia di Gommarosa
- Titolo originale: Bonnibel Bubblegum
- Diretto da: Diana Lafyatis
- Scritto da: Hanna K. Nyström e Aleks Sennwald

### Trama
Vedendo la coppa ottenuta da BMO da Gommocalvo, Gommarosa si ricorda della sua famiglia e racconta a Finn, Jake e Marceline la loro storia. 
800 anni prima, Bonnie era una bambina che vagava per le terre ancora desolate di Ooo insieme a suo fratello Neddy il drago. Un giorno, dato che si sentiva sola, Gommarosa decise di creare dei parenti per tenerle compagnia: così presero vita Zia Cannella, Cugino Cicle e Zio Gommocalvo. Insieme a loro, Bonnie iniziò a costruire le prime abitazioni e coltivazioni di Dolcelandia, intorno all'albero del cui succo si nutriva Neddy. Ma i tre parenti non erano contenti di essere sottoposti a una ragazzina, perciò complottarono per sbarazzersene. Gommocalvo ideò un Succo della Felicità, che rende le persone stupide e sempre di buon umore, e con esso tradì e trasformò Cicle e Cannella nei Dolcibotti Crunchy e Pignatta. Bonnie però scoprì i piani dello zio e usò il suo succo contro di lui, trasformandolo in Cicchetto. I nuovi Dolcibotti diventarono perciò i primi abitanti di Dolcelandia e Gommarosa si autoproclamó Principessa.
Dopo aver raccontato la storia, Bonnie si accorge che la coppa appartiene veramente a Gommocalvo (ha il suo stemma sul fondo) e scopre da BMO che lo zio è in qualche modo tornato normale.
- Guest star: Fred Melamed (Il Grumbo), Livvy Stubenrauch (Giovane Principessa Gommarosa), Andres Salaff (Neddy).
- Ascolti USA: telespettatori 766.000 – rating/share 18-49 anni.[5]

## Il compleanno di Finn
- Titolo originale: Seventeen
- Diretto da: Cole Sanchez
- Scritto da: Seo Kim e Somvilay Xayaphone

### Trama
È il diciassettesimo compleanno di Finn e al Castello di Dolcelandia si tiene una grande festa per l'avventuriero. All'improvviso però, al party si presenta uno strano cavaliere verde, che inizia ad attaccare tutti. Per fare in modo che se ne vada, Finn lo sfida a una serie di giochi e il cavaliere accetta. Man mano che la sfida va avanti, Gommarosa, Marceline, Strega Cacciatrice, Jake e BMO si accorgono che c'è qualcosa di strano nel cavaliere e che probabilmente sta barando, ma non possono intervenire. Si arriva così all'ultimo gioco, una sfida a braccio di ferro. Finn all'inizio sembra perdere ma con un moto d'orgoglio riequilibra la situazione. A questo punto il cavaliere attua un colpo di scena, rivelandosi essere Felce (in qualche modo tornato in vita) e lanciando Finn sopra un tavolo. Un ulteriore colpo di scena avviene quando dal cavallo meccanico del cavaliere escono Gommocalvo, Cannella e Cicle, che rivelano a Gommarosa di essere tornati normali dopo l'epurazione di Ooo dagli elementali da parte di PSB. Felce e i familiari della Principessa, dopo averle dimostrato così la loro forza, avendo battuto il suo campione Finn, se ne vanno promettendo vendetta per tutti gli anni passati da Dolcibotti.
- Guest star: Fred Melamed (Il Grumbo), Brad Neely (Cavaliere Verde).
- Ascolti USA: telespettatori 760.000 – rating/share 18-49 anni.[6]

## L'anello della nonna
- Titolo originale: Ring of Fire
- Diretto da: Cole Sanchez
- Scritto da: Tom Herpich e Steve Wolfhard

### Trama
Danny, ex marito di Melaverde, contatta l'elefantina per riavere indietro l'anello di sua nonna, donatole per il matrimonio. I due si incontrano a un ristorante, ma Melaverde non sa dove si trovi l'anello e comincia a ricordare tutta la sua vita e i suoi tanti mariti che lo hanno posseduto. L'elefantina conclude che il gioiello deve essere ancora in mano a Wyatt, il suo ultimo marito prima di Signor Maiale. Proprio questi due però si presentano al ristorante, dato che hanno seguito Melaverde per diversi motivi. Danny quindi riottiene il suo anello da Wyatt e Signor Maiale viene tranquillizzato da sua moglie sul fatto che lui e Piccolo P siano la sua più grande avventura.
- Guest star: David Herman (Randy), Raza Jaffrey (Danny), Andy Daly (Wyatt).
- Ascolti USA: telespettatori 760.000 – rating/share 18-49 anni.[6]

## Marcy e Hunson
- Titolo originale: Marcy & Hunson
- Diretto da: Cole Sanchez
- Scritto da: Graham Falk e Adam Muto

### Trama
Maggiormenta forgia una nuova spada per Finn e per incantarla invoca il Re della Nottesfera, nonché padre di Marceline, Hunson Abadeer. L'uomo vuole sfruttare il suo tempo ad Ooo per visitare sua figlia, ma la condizione è la temporanea riduzione dei suoi poteri, per evitare brutti scherzi. Hunson quindi, accompagnato da Finn e Jake, va a trovare Marceline, che quella sera ha un concerto in un cimitero di fantasmi. Abadeer si presenta all'evento e per sbaglio mette in imbarazzo Marceline. Nel frattempo il cugino Cicle ha seguito i movimenti del gruppo, perciò per peggiorare la situazione aizza il pubblico contro Hunson, che viene attaccato da tre fantasmi attaccabrighe. Il Re della Nottesfera non riesce a combattere, dato che non può utilizzare i suoi poteri, perciò ci pensa Finn a sbarazzarsi degli spettri grazie alla sua nuova spada. Infine Marceline trae in salvo e porta via l'avventuriero, Hunson, Jake e Maggiormenta.
- Guest star: Martin Olson (Hunson Abadeer).
- Ascolti USA: telespettatori 760.000 – rating/share 18-49 anni.[6]

## Joshua e Margaret Investigazioni
- Titolo originale: The First Investigation
- Diretto da: Diana Lafyatis
- Scritto da: Hanna K. Nyström e Aleks Sennwald

### Trama
Finn e Jake, su richiesta di Kim Kil Whan, si recano alla vecchia casa dei loro genitori Joshua e Margaret, che è stata apparentemente occupata dai fantasmi. Nell'edificio osservano vari fenomeni paranormali e reali personificazioni di ricordi passati. Alla fine scoprono che tutto era causato da Orso Orologio (uno degli animali scappati dalla prigione di Dottor Disgusto), che provocava salti spazi-temporali continui, dato che il suo orologio era rotto. Dopo aver risolto la faccenda, Jake viene però portato via dal suo vero padre alieno.
- Guest star: Marc Evan Jackson (Kim Kil Whan), Dave Foley (Warren Ampersand).
- Ascolti USA: telespettatori 760.000 – rating/share 18-49 anni.[6]

## L'umorismo di Finn
- Titolo originale: Blenanas
- Diretto da: Diana Lafyatis
- Scritto da: Sam Alden e Patrick McHale

### Trama
Finn trova una vecchia rivista fumettistica molto divertente, Ble. Al suo interno, nella rubrica "Crea la tua vignetta", l'avventuriero scrive una frase a suo parere molto divertente, ma che BMO non capisce. Per dimostrare al robottino che ha dell'umorismo, Finn fa vedere la sua vignetta ad alcuni amici, che però hanno la stessa reazione di BMO. Mostrandola a Re Ghiaccio però, ottiene quello che sperava, ovvero di far ridere. Inoltre Simon propone a Finn di andare al centro di produzione di Ble per mostrare l'esilarante vignetta. Arrivati alla stamperia, scoprono che tutti sono morti e Ble non pubblica più magazine da secoli, perciò decidono di rimettere in funzione la fabbrica per produrre un'ultima rivista. Grazie ai pinguini di Re Ghiaccio, le macchine per stampare ripartono e l'ultimo Ble viene alla luce, con all'interno la vignetta di Finn e alcune storie di Simon su Fionna e Cake. Riguardandola bene, l'avventuriero si accorge che la sua frase non fa poi tanto ridere ma non da molto peso alla cosa.
- Ascolti USA: telespettatori 532.000 – rating/share 18-49 anni.[7]

## Jake figlio delle stelle
- Titolo originale: Jake the Starchild
- Diretto da: Cole Sanchez
- Scritto da: Hanna K. Nyström e Aleks Sennwald

### Trama
Jake viene portato dal suo genitore alieno morente Warren Ampersand sul suo pianeta natale e scopre che deve sconfiggere un alieno malvagio per salvare gli abitanti. Warren dà a Jake una cintura speciale e ne indossa una lui stesso. Mentre Jake usa i suoi poteri di allungamento, diventa più debole e Warren diventa più giovane, in quanto le cinture drenano la giovinezza e l'energia di Jake. Quando Warren rivela il suo piano e il fatto che il pianeta e l'alieno malvagio non sono reali, Jake cambia le cinture e inganna Warren per riottenere i suoi poteri e la sua giovinezza. Warren poi cerca di tornare sulla Terra dopo aver appreso che Jake ha dei figli dai quali potrebbe rubare la giovinezza; Jake lo getta in un buco nero, finendo cosi bloccato sulla roccia spaziale ormai vuota.
- Guest star: Dave Foley (Warren Ampersand).
- Ascolti USA: telespettatori 532.000 – rating/share 18-49 anni.[7]

## Il Tempio di Marte
- Titolo originale: Temple of Mars
- Diretto da: Diana Lafyatis
- Scritto da: Tom Herpich e Steve Wolfhard

### Trama
Finn e Jermaine si recano su Marte per trovare informazioni su Jake, disperso nello spazio. Qui incontrano Betty, ancora instabile mentalmente a causa della magia, e Omino Re, che tenta di farla riprendere. L'Omino informa Finn e Jermaine che per ritrovare il fratello dovranno superare una caverna piena di prove, inoltre manda con loro Betty cosicché riesca a superare l'ossessione per Simon. I tre, una volta affrontati i rompicapi, riescono a far tornare Jake, trasportandolo su Marte usando la mente. Betty però non è guarita, anzi è ancora più determinata a far tornare normale Re Ghiaccio e ha in mente un piano che coinvolgerà Omino Re e GOLB, il dio del caos che si prese sua moglie Margles molti anni prima.
- Guest star: Felicia Day (Betty), Tom Scharpling (Jermaine).
- Ascolti USA: telespettatori 532.000 – rating/share 18-49 anni.[7]

## Il trattato di pace
- Titolo originale: Gumbaldia
- Diretto da: Diana Lafyatis
- Scritto da: Sam Alden e Graham Falk

### Trama
Mentre Gommarosa prepara Dolcelandia alla guerra contro Gommocalvo, Finn e Jake pensano che la situazione possa ancora essere risolta pacificamente perciò si recano in missione diplomatica presso lo zio della principessa. Nonostante l'iniziale diffidenza, Gommocalvo, Cannella e Cicle si dimostrano ragionevoli e decidono di accettare la pace. Finn e Jake tornano quindi da Gommarosa con un trattato, ma si scopre che lo zio ha tentato di ingannarla, spruzzando agli avventurieri il suo succo magico che avrebbe trasformato la principessa in un Dolcibotto, non appena li avesse toccati. Infuriata, Gommarosa dichiara guerra a Gommocalvia e lo stesso fa il suo avversario, che per l'occasione ha radunato molti dei nemici di Dolcelandia (antagonisti di vari episodi della serie).
- Guest star: Fred Melamed (Il Grumbo), Brad Neely (Cavaliere Verde).
- Ascolti USA: telespettatori 532.000 – rating/share 18-49 anni.[7]

## Vieni insieme a me
- Titolo originale: Come Along With Me
- Diretto da: Cole Sanchez e Diana Lafyatis
- Scritto da: Tom Herpich, Steve Wolfhard, Seo Kim, Somvilay Xayaphone, Hanna K. Nyström, Aleks Sennwald, Sam Alden e Graham Falk

### Trama
L'inizio dell'episodio e la stessa intro ci mostrano una terra di Ooo molto diversa da come la ricordavamo: sono infatti passati ben 1000 anni dalla Guerra delle Gomme. Ci viene presentata una nuova coppia di avventurieri: Shermy (una specie di gatto, con la stessa passione per l'avventura di Finn) e Beth (un cane di grosse dimensioni, somigliante a Jake). I due stanno facendo un picnic quando in lontananza vedono arrivare un gigantesco guardiano porta-gomme. Dopo un tentativo fallito di farlo cadere, Beth nota che l'impronta del guardiano ha smosso la terra e rivelato uno strano oggetto: si tratta del braccio robotico di Finn. Gli avventurieri lo portano a casa loro (abitano nella vecchia casa nella caverna di Marceline) per analizzarlo e, dato che non capiscono di cosa si tratti, decidono di portarlo al saggio Re di Ooo, che vive in cima al monte Cragdor. Una volta raggiunta la vetta, Shermy e Beth sono accolti niente meno che da BMO, che essendo un robot è ancora vivo e vegeto. La casa di BMO è piena di oggetti già visti nella serie e gli avventurieri sono talmente entusiasmati da romperne alcuni. Prima di essere cacciati via, i due mostrano il braccio a BMO, che riconosce l'oggetto e si ricorda del suo vecchio amico (pur non ricordandone esattamente il nome).  Il robot sostiene che Finn era un grande eroe di Ooo e fosse presente durante la fine del mondo, perciò inizia a raccontare a Shermy e Beth i fatti della Grande Guerra della Gomma e le sue conseguenze.
Nel presente, Finn e Jake sono sul bordo di un dirupo e scorgono in lontananza tre figure su un tappeto magico: sono Betty, Omino Normale e Maja la strega che stanno pronunciando uno strano incantesimo. Prima che i due possano indagare ulteriormente il gruppetto sparisce e Finn e Jake decidono di informare Gommarosa. La principessa si trova all'interno della tenda centrale dell'accampamento dell'esercito di Dolcelandia, discutendo le tattiche di guerra con i suoi alleati: Marceline, Lady Iridella, Fiamma, Strega Cacciatrice, PSB, Principessa Gelatina, Limoncello, Cannello, Duca Noce e il Colonnello. I due informano la principessa ma all'improvviso un agente di Gommocalvo viene scoperto a spiare il gruppo con una telecamera. La spia viene subito neutralizzata ma ormai il nemico conosce la strategia di Gommarosa, che infuriata decide di attaccare quella sera stessa.
Gli eserciti si schierano: Gommocalvo ha dalla sua un esercito di soldati torta, sei guerrieri robot e la Torta, un gigantesco costrutto dotato di una mazza e di un raggio letale; Bonnie manda in campo un'armata di guardie banana, alcune guardie banana volanti potenziate e i suoi due guardiani porta-gomme. Prima che la battaglia inizi, Finn convince Gommarosa a parlamentare un'ultima volta con il nemico, così la principessa e i due avventurieri si incontrano con Gommocalvo e Felce. All'improvviso Jake lancia per terra la bottiglia di Succo di Incubo (ottenuta dalla principessa dei sogni nell'episodio 1 della nona stagione, "Una strana nuvola") mandando il gruppo nel mondo dei sogni. La strategia di Finn è quella di approfittare di questo mondo onirico per far calmare gli animi ma le cose non vanno come previsto: Gommocalvo scappa e viene inseguito da Gommarosa, Felce e Finn iniziano a combattere e Jake evoca Jermaine e se va con lui. Tutto però si risolve. Zio e nipote vengono interrotti da una forza misteriosa che fa rivivere loro il momento in cui Gommocalvo ha tentato di mutare Bonnie, ma a ruoli invertiti. La principessa diventa quindi un dolcibotto e suo zio il re di Dolcelandia. Gommocalvo capisce così quanto sia difficile e stressante governare un regno, mentre Gommarosa sperimenta la frustrazione di essere un dolcibotto, non potendo esprimere le proprie emozioni se non attraverso feste e balli scatenati. Finn e Felce invece fanno pace grazie a Jake, che dopo un viaggio mistico attraverso i sogni trova il caveau delle memorie represse di Finn. L'umano e il suo clone sconfiggono insieme i brutti ricordi e distruggono la maledizione della Spada d'Erba, che aveva corrotto la Finn Spada creando Felce.
Il gruppo si risveglia e i capi dei due eserciti finalmente si perdonano e decidono di mettere fine alla guerra. Si stanno anche per abbracciare, quando Gommocalvo inciampa e rompe una bottiglia del suo succo magico, ritrasformandosi in Cicchetto (una ciotola di punch parlante); lo zio voleva quindi tradire Gommarosa ancora una volta ma è stato fermato. Zia Cannella (è stata lei a far inciampare Gommocalvo) accetta volentieri la pace di Bonnie: la Guerra della Gomma termina quindi prima ancora di iniziare e Dolcelandia e Gommocalvia continueranno entrambi ad esistere senza problemi e in pace.
Tornando nel futuro, Shermy e Beth sono delusi perché pensavano di ascoltare la storia di una grande battaglia. BMO però li rassicura sostenendo che la fine del mondo avvenne dopo, così continua a raccontare.
Gli eserciti vengono smantellati e tutti stanno per tornare a casa, quando Omino Normale piomba sul terreno e nel cielo si forma un gigantesco portale verso lo spazio. Da esso fuoriesce lentamente un enorme essere rosso con quattro occhi: si tratta di GOLB, la divinità primordiale del caos, la sua comparsa a Ooo non può che significare distruzione e morte. Immediatamente la volta celeste viene ricoperta da immense nuvole nere e GOLB emette un fiato pestilenziale che fonde insieme l'intero esercito di Gommocalvo, trasformandolo in un unico grande mostro deforme che inizia a seminare terrore sul campo di battaglia. Gommarosa capisce la situazione e ordina alle guardie banana di fuggire per non farsi assorbire dalla creatura. La principessa è però affiancata dai più grandi eroi di Ooo: Finn, Jake, Marceline, Fiamma, Strega Cacciatrice, Iridella, PSB, Limoncello, i guardiani porta-gomme e persino Felce (che si sta lentamente decomponendo poiché senza la maledizione dell'Erba non ha un corpo), tutti uniti per combattere questa terribile minaccia. I guardiani attaccano il mostro e alla battaglia si unisce anche la Torta, comandata da Cannella. Sfortunatamente uno dei guardiani viene atterrato e il suo vetro si rompe, rendendolo inutilizzabile. Nel frattempo Omino Normale, Finn e Jake trovano Re Ghiaccio sul campo di battaglia e scoprono che lui è l'unico che può fermare GOLB, poiché esso è stato evocato da Betty, che vuole usare i suoi poteri per aiutare Simon a uscire dalla pazzia della corona, perciò il re vola verso la testa dell'essere, trasportando l'omino e i due avventurieri. Intanto la creatura creata da GOLB viene bloccata a terra dalla Torta e dal guardiano rimanente ma quest'ultimo viene infettato dal mostro e diventa anche lui schiavo del caos. Il gruppo di Re Ghiaccio viene inseguito da malvagi uccelli mutati e Jake si tuffa trascinandoli a terra per fermarli, mentre Finn, Omino Normale e il re continuano a volare verso GOLB. Nel frattempo a terra PSB, credendo che la fine sia vicina, bacia Limoncello. Re Ghiaccio arriva finalmente in cima al dio del caos e riesce a distrarre Betty cantando e fingendo che lei sia Fionna. Betty si arrabbia moltissimo e la scarica di furia tronca il legame con Maja e interrompe l'incantesimo, mentre la ragazza e Re Ghiaccio cadono nella bocca di GOLB. Anche Finn riesce a entrare, ma all'ultimo momento l'essere chiude le fauci e il suo braccio meccanico si stacca. Di sotto infuria la battaglia: Strega Cacciatrice si occupa degli uccelli, Fiamma, Iridella e Marceline tengono a bada il guardiano mutato e la Torta affronta la creatura. Il guardiano neutralizza Fiamma mentre il mostro, dopo aver atterrato la Torta e Felce, schiaccia senza pietà Gommarosa. Marceline vede la scena e in preda alla rabbia rilascia l'essenza di vampiro trasformandosi nella nube-mostro (già vista nella miniserie Stakes). Marceline massacra la creatura e, tornata normale, soccorre Gommarosa, la quale non si è fatta niente grazie al sistema di emergenza della sua tuta. Le due ragazze si abbracciano spaventate e si baciano. Nel frattempo Finn, Betty e Re Ghiaccio, ingoiati da GOLB, stanno per essere digeriti. Il processo riporta ognuno alla sua forma primaria, perciò Simon e Betty tornano normali e sono finalmente riuniti. Purtroppo la corona diventa inutilizzabile, quindi i tre stanno per essere schiacciati dallo stomaco di GOLB. A terra il guardiano mutato distrugge la Torta ed esso e la creatura del caos (che si è ricomposta) si dirigono indisturbati verso l'entroterra di Ooo, inseguiti dal solo Jake. Il cane torna alla sua forma blu e attacca il mostro, ma viene colpito duramente dal guardiano e guarda impotente la casa sull'albero schiacciata dalla creatura, con BMO all'interno. 
Tutto sembra perduto. Jake arriva scioccato alle rovine della casa sull'albero e, in preda al panico, si riduce fino a diventare piccolissimo. Arriva BMO a consolarlo, sopravvissuto ma con lo schermo parzialmente rotto. Il robot lo tranquillizza, dicendo che per una volta sarà lui il papà e inizia a cantare una canzone (titolo Time Adventure) per calmare Jake, mentre tutte le creature di Ooo osservano sconsolate la distruzione portata da GOLB. Il mostro sta per schiacciare BMO e Jake quando una forza misteriosa lo ferma, sopraggiungono Marceline e Gommarosa che scoprono che GOLB e le sue creature del caos vengono danneggiati dall'armonia musicale. Perciò, seguendo BMO, tutti i personaggi iniziano a cantare insieme, stordendo i mostri con la forza della musica. Nel frattempo Finn, Simon e Betty stanno per essere digeriti da GOLB, quando su una parete dello stomaco appare un buco (creato da Jake cantando) e i tre possono andarsene, ma Betty decide di restare indietro e, grazie alla corona resettata, desiderare che GOLB se ne vada. Perciò Finn e Simon escono dallo stomaco del dio, mentre la ragazza rimane lì per effettuare il desiderio. I due riescono a uscire in tempo, mentre GOLB si agita e causa una scarica di energia che fa scomparire le sue creature del caos. Al termine dell'esplosione l'essere ha cambiato leggermente il suo aspetto e dai suoi occhi e dalla fascia in testa si capisce cos'è successo: Betty si è fusa con GOLB. Tramite quest'azione ha potuto realizzare il suo più grande desiderio: che Simon fosse felice e al sicuro. GOLB/Betty se ne va dal portale da cui era arrivato e Simon, finalmente tornato un uomo normale, piange per aver perso la sua ragazza e viene consolato da Marceline. Intanto Gunter raccoglie la corona e si trasforma in un nuovo strano Re Ghiaccio, con le tre gemme della corona al posto degli occhi. Subito dopo, Felce dice addio a Finn e, dopo avergli fatto promettere di farsi piantare nella casa sull'albero, si decompone definitivamente. Quella sera Finn e Jake piantano il seme di Felce tra le rovine della casa-albero e subito cresce un alberello, con la Finn Spada conficcata in un ramo. Gommarosa arriva per ringraziare i due eroi e, dopo aver baciato sulla guancia Finn, dà loro la buonanotte.
1000 anni dopo, BMO termina così di raccontare la storia a Shermy e Beth e congeda i suoi ospiti. I due avventurieri, una volta usciti, vanno a cercare l'albero di Felce per recuperare la Finn Spada.
Tornando nel passato, Finn e Jake sono sdraiati a guardare le nuvole, parlando con il Buco Musicale di come la musica sia veramente uno strumento potente. Dopo un po' il buco sostiene di avere scritto una canzone che parla di un sentimento difficile da descrivere e chiede agli eroi se la vogliono ascoltare. Finn e Jake dicono di sì, perciò il Buco inizia a cantare la canzone della sigla finale (Come Along With Me) mentre passa una carrellata di immagini che descrivono come i vari personaggi hanno continuato le loro vite dopo la battaglia: l'albero di Felce continua a crescere; Jake in forma blu vola con Lady Iridella; PSB è diventata la regina dello Spazio Bitorzolo; Gunter/Re Ghiaccio si è sposato con la Principessa Tartaruga; Robogommo è tornato in servizio e guarda la TV con il Colonnello, le guardie banana e i soldati torta; Carol è diventata una sirena e continua a disegnare elfi; i figli di Jake hanno rimesso a posto la vecchia casa di Joshua e Margaret e TV è diventato un detective come i suoi nonni; Piccolo P si è laureato, per la gioia dei suoi genitori adottivi Melaverde e Signor Maiale; Gommarosa e Zia Cannella cantano insieme per Neddy; nella Stanza del Tempo, Prismo e il Gufo Cosmico ricevono la visita di Simon (che probabilmente vuole riportare indietro Betty) ma pare che non possano aiutarlo; Jermaine dipinge il soffitto di Limoncello, che sembra finalmente aver trovato la felicità; BMO, insieme all'Uomo Banana, realizza il desiderio del suo creatore Mosef Mastro Giovanni, mandando la sua coscienza nello spazio attraverso un piccolo razzo; Fiamma e Cingolino sono diventati un duo di rapper; Tiffany (che ora ha un occhio e un braccio robotico) parte alla ricerca di nuove avventure; Shakerino sembra essere diventato un uomo d'affari; il servo di Maja la strega ha realizzato il suo sogno di diventare un ballerino; Marisol la Forzuta e la sua amica Frieda, durante un viaggio in barca, incontrano Speranzello; Baffo, Crunchy (Cicle), Cicchetto (Gommocalvo) e Bibifrizzi fanno un brindisi; Melaverde ha fatto dei cerchi nel grano e alza al cielo una torta (probabilmente per offrirla al suo marito alieno); Omino Normale continua a essere il re di Marte e sembra aver finalmente accettato la morte di Margles; Gommarosa e Marceline, rivelata la loro omosessualità e dunque la loro relazione, ora sono una coppia e vanno in giro insieme a PSB, Fiamma e Principessa Gelatina; Strega Cacciatrice continua a meditare; Simon cucina a casa di Marceline mentre Gunter/Re Ghiaccio fa uno show di marionette per la vampira e Bonnie e baby Maggiormenta legge un libro di magia nera; infine gli umani dell'isola fanno visita a Finn e Jake.
Nel futuro Shermy e Beth trovano l'albero di Felce (cresciuto fino a diventare gigantesco) e iniziano ad arrampicarsi. In cima i due trovano finalmente la Finn Spada e assumono una posa molto simile a quella di Finn e Jake nella sigla iniziale.
- Guest star: Fred Melamed (Il Grumbo), Felicia Day (Betty), Tom Scharpling (Jermaine), Willow Smith (Beth), Sean Giambrone (Shermy), Bettie Ward (Barboncino dei sogni), Jill Talley (Maja), Ashley Eriksson (Buco della musica).
- Ascolti USA: telespettatori 921.000 – rating/share 18-49 anni.[8]
- Durata episodio: 44 minuti